# Deutsch-Italienische Panzerarmee

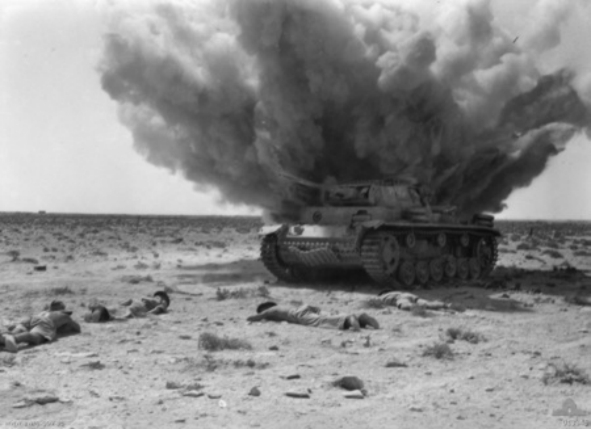
Panzer III durante operazioni di combattimento ad El Alamein, 1942

La Deutsch-Italienische Panzerarmee (italiano: Armata corazzata italo-tedesca; acronimo: A.C.I.T.) fu una grande unità dell'esercito tedesco, che ha combattuto in Africa settentrionale  durante la seconda guerra mondiale, attiva dal 1º ottobre 1942 al 22 febbraio 1943
La Deutsch-Italienische Panzerarme venne costituita il 1º ottobre 1942 con elementi della Panzerarmee Afrika che era stata istituita il 30 gennaio 1942 per ridenominazione del Panzergruppe Afrika e aveva sotto il suo comando il Deutsches Afrikakorps, alcune unità aggiuntive tedesche che erano state mandate in Africa, nonché la maggior parte delle unità italiane presenti nel Nordafrica.

## Organizzazione
Comandante
| Grado                                                      | Nome                     | Dal              | Fino al          |
| ---------------------------------------------------------- | ------------------------ | ---------------- | ---------------- |
| General der Kavallerie (Generale della Cavalleria)         | Georg Stumme             | 1 ottobre 1942   | 24 ottobre 1942  |
| General der Panzertruppe (Generale delle truppe corazzate) | Wilhelm Ritter von Thoma | 24 ottobre 1942  | 25 ottobre 1942  |
| Generalfeldmarschall (Maresciallo)                         | Erwin Rommel             | 25 ottobre 1942  | 17 febbraio 1943 |
| Generalleutnant (Tenente generale)                         | Karl Bülowius            | 17 febbraio 1943 | 22 febbraio 1943 |

Capo di Stato maggiore
| Grado                           | Nome            | Dal             | Fino al          |
| ------------------------------- | --------------- | --------------- | ---------------- |
| Generalmajor (Maggior generale) | Alfred Gause    | 1 ottobre 1942  | 7 dicembre 1942  |
| Oberst (Colonnello)             | Fritz Bayerlein | 7 dicembre 1942 | 22 febbraio 1943 |

## Storia
Dopo la prima battaglia di El Alamein e la battaglia di Alam Halfa, l'OKW decise di aumentare ancora la sua presenza in Africa creando la Deutsch-Italienische Panzerarmee.
Dopo aver preso parte tra la fine di ottobre e gli inizi di novembre del 1942 alla seconda battaglia di El Alamein dove venne duramente sconfitta dai britannici e dei loro alleati del Commonwealth le forze dell'Asse si trovarano ad affrontare l'invasione alleata del Nord-Africa occidentale. Con la sconfitta in Egitto, Rommel veniva a trovarsi in una drammatica situazione, in quanto il suo piano originale di organizzare una linea difensiva nella strettoia di El Agheila nelle vicinanze di Tripoli, ma lo sbarco in Marocco lo obbligava a retrocedere le proprie posizioni per non restare intrappolato nella morsa dei due eserciti nemici, anche se la reale volontà della «Volpe del Deserto» era quella di abbandonare l'Africa settentrionale e di riportare i suoi uomini in territorio italiano, dove avrebbe potuto allestire una migliore difesa, ma fu lo stesso Hitler a costringerlo ad abbandonare l’idea per continuare la difesa di quel fronte.
Nel novembre 1942 avvenene il ritiro dalla frontiera egiziana e dalla Cirenaica e il 24 novembre Rommel giunse ad El Agheila dove erano in fase di formazione alcune divisioni italiane che si unirono al ripiegamento: la 80ª Divisione fanteria "La Spezia", la 136ª Divisione corazzata "Giovani Fascisti" e la Divisione "Centauro" che, dopo avere avuto ingenti perdite durante il trasferimento dall'Italia verso l'Africa, non giunse in Tunisia come reparto organico, dato che parte delle sue unità non venne mai trasferita e che i reparti trasferiti, man mano che arrivavano sul suolo africano, venivano immediatamente inviati al fronte aggregate ad altri reparti presenti sul suolo africano e con questi reparti venne ricostituita la divisione e la maggior parte dei carri a disposizione della divisione proveniva dai battaglioni XIV e XVII del 31º Reggimento carristi che avevano operato sotto il comando del Raggruppamento Cantaluppi, che aveva già assorbito quanto restava dell'Ariete e della Littorio.
Nel novembre-dicembre 1942 le truppe italo-tedesche ripiegarono in combattimento sulla difensiva combattendoo sulla linea di Marsa el Brega incalzate dalle truppe dell'dell'VIII Armata, proseguendo nel dicembre 1942 la ritirata dalla Tripolitania, combattendo tra il novembre 1942 e il gennaio 1943 sulla linea difensiva di Buerat.
Nel novembre 1942, dopo la sconfitta di El Alamein e lo sbarco alleato in Algeria e Marocco l'OKW prese la decisione di inviare sul suolo africano la 5. Panzerarmee al comando del generaloberst Hans-Jürgen von Arnim, con l'obiettivo di creare una testa di ponte in Tunisia per fronteggiare la minaccia proveniente sia da Est sia da Ovest, il cui quartier generale venne costituito l'8 dicembre 1942.
Nei primi giorni di novembre 1942 il feldmaresciallo Kesselring, comandante delle forze aeree e terrestri tedesche dislocate nel Mediterraneo, senza attendere l’esito delle trattative in corso, tra Berlino e il maresciallo Pétain, Capo del Governo francese di Vichy, volte ad ottenere l’uso pacifico delle basi militare francesi in Africa, trasferì tempestivamente le forze italo-tedesche dislocate in Corsica e nell’Italia meridionale facendole a mezzo aerei trasportare a Tunisi e completata l’occupazione dei due aeroporti di Tunisi, cominciarono ad arrivare Junkers Ju 52 da trasporto, che sbarcarono altre truppe e gli indispensabili rifornimenti; contemporaneamente giunsero aerei da caccia e bombardamento. Il 18 novembre l'aeroporto di Gabes e la città vennero occupate da paracadutisti tedeschi e a pochi giorni di distanza da quella occupazione, la città venne presidiata da due battaglioni della 1ª Divisione fanteria "Superga" italiana appena sbarcati al comando del generale Lorenzetti. Nello stesso tempo, altri reparti di paracadutisti tedeschi presero possesso di tutti gli aeroporti ancora disponibili in Tunisia. Nei giorni 18 e 19 novembre sbarcava nel porto di Biserta, un battaglione arditi paracadutisti della Regia Aeronautica, un battaglione della Milmart (Milizia Artiglieria Marittima) e il Reggimento San Marco con i battaglioni "Grado", "Bafile" e "Caorle", e altri reparti italiani giunsero in Tunisia e comprendevano parte della divisione 1ª Divisione fanteria "Superga", reparti minori e il XXX Corpo d’armata italiano affidato al comando del generale Sogno.
I battaglioni "Bafile", "Caorle" e "Milmart", presero posizione, nei giorni 28-29 novembre, nella zona di Metline e in seguito a Capo Bon come difesa costiera, mentre il "Grado" venne dislocato nella zona di Uadi Mejerda, tra Biserta e Tunisi a protezione del fianco della 10ª Panzerdivision tedesca, appena sbarcata e poi nel mesedi dicembre a difesa di Kairouan, minacciata dalle truppe francesi.
Sotto l'avanzata degli alleati Tripoli venne occupata dalle truppe della VIII Armata britannica, che vi entrarono il 23 gennaio del 1943 e il 25 gennaio, abbandonata le truppe italo-tedesche varcarono il confine con la Tunisia.
Il giorno seguente la caduta di Tripoli, dal fronte russo venne richiamato il generale Messe che venne nominato da Mussolini comandante delle forze italiane in Tunisia.
Il 23 febbraio 1943 i resti della Armata corazzata italo-tedesca vennero inquadrati nella nuova 1ª Armata Italiana, sotto il comando del generale italiano Giovanni Messe, mentre Rommel venne posto al comando di un nuovo gruppo di armate, destinato a coordinare le attività delle unità operanti in Nord Africa, denominato Heeresgruppe Afrika, che aveva alle sue dipendenze la 1ª Armata Italiana di Messe e la 5. Panzerarmee di von Arnim, che avrebbe partecipato a tutte le fasi della campagna fino alla resa in Tunisia.

## Ordine di battaglia dell'Armata corazzata italo-tedesca ad El Alamein
Armata corazzata italo-tedesca:

comandante: Generale der Panzentruppen Georg Stumme; capo di stato maggiore: tenente colonnello Siegfried Westphal – aggiornato al 23 ottobre 1942
- Deutsches Afrikakorps (generale Wilhelm Ritter von Thoma)
  - 15. Panzer-Division (generale Gustav von Vaerst)
  - 21. Panzer-Division (generale Heinz von Randow)
  - 90. leichte Afrika-Division (generale Theodor Graf von Sponeck)
  - 164. leichte Infanterie-Division (generale Carl-Hans Lungershausen)
  - Fallschirmjäger-Brigade Ramcke – Luftwaffe (dal nome del suo comandante, generale Hermann-Bernhard Ramcke. La denominazione ufficiale dovrebbe essere 1ª Fallschirmjägerbrigade ma le fonti non sono univoche)[2]
- X Corpo d'armata italiano (generale Enrico Frattini ad interim dopo la morte del generale Federico Ferrari-Orsi[3], poi sostituito dal generale Nebbia[4])
  - 17ª Divisione fanteria "Pavia" (generale Nazareno Scattaglia)
  - 27ª Divisione fanteria "Brescia" (generale Brunetto Brunetti)
  - 185ª Divisione paracadutisti "Folgore" (generale Enrico Frattini)
  - 9º Reggimento bersaglieri (sul XXVIII e LVII battaglioni autotrasportati)[3]
  - XLIX Gruppo di artiglieria pesante campale da 105/28
  - CXLVII Gruppo di artiglieria pesante campale da 149/28
  - XXXI Battaglione guastatori d'Africa (maggiore Paolo Caccia Dominioni)
  - X Battaglione genio artieri
  - X Battaglione collegamenti
- XX Corpo d'armata motocorazzato italiano (generale Giuseppe De Stefanis)
  - 132ª Divisione corazzata "Ariete" (generale Francesco Antonio Arena)
  - 133ª Divisione corazzata "Littorio" (generale Gervasio Bitossi)
  - 101ª Divisione motorizzata "Trieste" (generale Francesco La Ferla)
- XXI Corpo d'armata italiano (generale Alessandro Gloria, poi sostituito dal generale Enea Navarini rientrato dall'Italia il giorno successivo all'arrivo di Rommel)
  - 25ª Divisione fanteria "Bologna" (generale Alessandro Gloria)
  - 102ª Divisione motorizzata "Trento" (generale Giorgio Masina)
- Supporti d'armata tra cui:
  - 19. Flak-Division (generale Burckhardt)
  - Comando artiglieria 104
  - 288. Panzergrenadier-Regiment
  - 580º Gruppo esplorante
  - 136ª Divisione corazzata "Giovani Fascisti" (generale Ismaele Di Nisio); in realtà questa unità rimase a presidiare l'oasi di Siwa e non partecipò ai combattimenti[5].

Tra queste unità, la 164. leichte Infanterie-Division (164ª Divisione di fanteria leggera) era arrivata in Africa nel marzo 1942, formata a partire dalla Festungs-Division Kreta. Venne impiegata per la prima volta proprio a El Alamein. La 16ª Divisione fanteria "Pistoia", appena inviata in Africa, non venne schierata da Rommel a causa dell'assai carente preparazione.